# Kim Eun-jung (football)
Dans ce nom coréen, le nom de famille, Kim, précède le nom personnel.
Pour les articles homonymes, voir Kim Eun-jung.
Kim Eun-Jung est un footballeur sud-coréen reconverti entraîneur né le 8 avril 1979.